# 轰炸波德戈里察

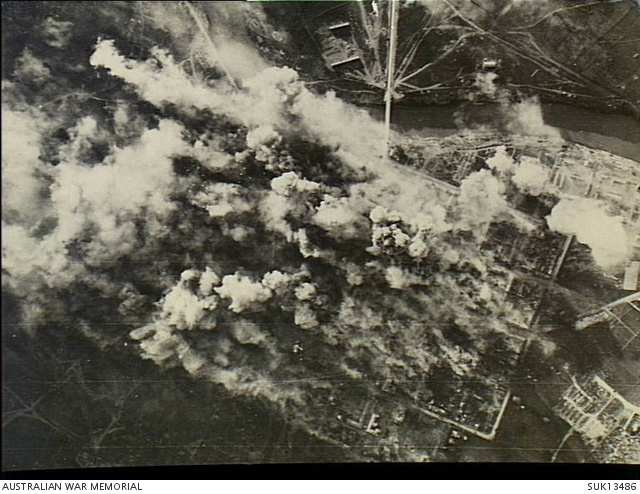
这张照片显示了英国皇家空军的解放者、惠灵顿和哈利法克斯轰炸机正在白天对波德戈里察轰炸。而带着从希腊撤军的德国护送车辆在这个城镇进行潜伏等待，直到黑夜降临，才向北继续逃亡。

轰炸波德戈里察是第二次世界大战中，同盟国应南斯拉夫游击队的要求，从1943年到1944年进行的一次轰炸行动。

## 背景
在第二次世界大战中，波德戈里察拥有13000人口。
1941年4月6日，南斯拉夫王国被轴心国入侵。随后，该国政府被解散，成为意大利王国的独立保护国，而波德戈里察是黑山最大的城市，这种形式一直持续到1943年9月8日意大利军队投降停战为之。当时德国占领了黑山，由于德国的介入，该城市才遭到盟军轰炸。在战争的最后几年里，波德戈里察是德国军队从阿尔巴尼亚和希腊撤退途中的一个大城市，因此同盟国才决定轰炸这座城市。

## 初始阶段的轰炸
波德戈里察机场于1943年10月25日被美国陆军航空軍第十二航空队的P-39战机轰炸。 到12月，德国军队开始在这座城市安放防空警报。

## 1944年5月的轰炸
对波德戈里察最激烈的轰炸发生在1944年5月5日。116架美国空军B-24解放者轰炸机参加了这次轰炸行动，向该市投掷了270吨炸弹。 这次袭击造成4名德国士兵伤亡，约100名南斯拉夫游击队死亡，400名黑山平民丧生。 南斯拉夫游击队的主要伤亡，包括主要成员Đorđije Lašić。 在轰炸过程中，一座天主教教堂和一座东正教公墓遭到破坏，而哥维纳清真寺也遭到毁坏。
同盟国的轰炸合法性值得怀疑。 国际法规定，一个国家公认的政府有权轰炸其被敌军占领的任何城市。  然而，在英美军队轰炸这座城市的时候，他们仍然承认流亡的南斯拉夫王国政府是合法的国家政府，而不是要求轰炸的南斯拉夫游击队。

## 最后的轰炸
11月6日，72架英国皇家空军的飞机轰炸了这座城市。 据报道，700名德国士兵在袭击中丧生。 11月7日，124架P-38S对轴心国部队所在的市区及其周围的集结点进行了扫射攻击。

## 后果
盟军的轰炸，几乎完全摧毁了波德戈里察市。 并造成约4100名人员死亡， 游击队在1944年12月19日占领了城市，1946年的调查估计轰炸造成了1.06亿南斯拉夫第纳尔的损失。